# Gildor
Gildor (Gildor Inglorion) est un personnage du légendaire de l'écrivain britannique J. R. R. Tolkien. C'est un Elfe apparaissant dans le roman Le Seigneur des anneaux.

## Histoire
Avec ses compagnons, Gildor rencontre Frodon, Pippin et Sam dans les bois de la Comté, au moment où ceux-ci sont près d'être rattrapés par un Cavalier Noir. Gildor et sa troupe escortent les hobbits puis leur laissent des vivres. Avant de partir, Gildor nomme Frodon « Amis des Elfes » et lui conseille de partir vers Fondcombe sans attendre Gandalf.

## Création et évolution
Son nom pose un léger problème : il se présente en effet comme Gildor Inglorion, c'est-à-dire Gildor fils d'Inglor. Or, à l'époque de l'écriture du Seigneur des anneaux, Inglor était le nom de Finrod, le fils aîné de Finarfin (ce dernier portait alors le nom de Finrod). Et le Silmarillion nous apprend qu'Inglor/Finrod n'eut pas d'enfants… Cependant, lorsqu'il révisa le Seigneur des Anneaux pour sa deuxième édition, en 1966, Tolkien changea les occurrences de Finrod en Finarfin, mais il ne toucha pas à cet Inglorion. L'avait-il oublié, ou bien considérait-il qu'Inglor était désormais un Elfe totalement distinct de Finrod ?

## Adaptations
Gildor a inspiré le dessinateur Alan Lee.